# أغوردات
أغوردات (بالتجرنية:ኣቆርዳት) مدينة أرترية تقع في الغرب، كانت عاصمة مقاطعة باركا . تقع محاذية لنهر باركا . تعد أغوردات وسطا تجاريا هاما في إريتريا. تحوي على مسجد كبير. هذه المدينة كانت مهدا لقيام الثورة الأرترية.
توجد فيها ثروات حيوانية هائلة وتشتهر أيضا بالذهب.

## المناخ
يظهر الجدول التالي التغييرات المناخية على مدار السنة لأغوردات:
| البيانات المناخية لـأغوردات       | البيانات المناخية لـأغوردات | البيانات المناخية لـأغوردات | البيانات المناخية لـأغوردات | البيانات المناخية لـأغوردات | البيانات المناخية لـأغوردات | البيانات المناخية لـأغوردات | البيانات المناخية لـأغوردات | البيانات المناخية لـأغوردات | البيانات المناخية لـأغوردات | البيانات المناخية لـأغوردات | البيانات المناخية لـأغوردات | البيانات المناخية لـأغوردات | البيانات المناخية لـأغوردات |
| الشهر                             | يناير                       | فبراير                      | مارس                        | أبريل                       | مايو                        | يونيو                       | يوليو                       | أغسطس                       | سبتمبر                      | أكتوبر                      | نوفمبر                      | ديسمبر                      | المعدل السنوي               |
| --------------------------------- | --------------------------- | --------------------------- | --------------------------- | --------------------------- | --------------------------- | --------------------------- | --------------------------- | --------------------------- | --------------------------- | --------------------------- | --------------------------- | --------------------------- | --------------------------- |
| متوسط درجة الحرارة الكبرى °م (°ف) | 32 (89)                     | 33 (92)                     | 36 (96)                     | 39 (103)                    | 40 (104)                    | 37 (99)                     | 33 (91)                     | 32 (89)                     | 35 (95)                     | 37 (99)                     | 36 (96)                     | 33 (92)                     | 35 (95)                     |
| متوسط درجة الحرارة الصغرى °م (°ف) | 14 (58)                     | 14 (57)                     | 14 (58)                     | 18 (65)                     | 22 (72)                     | 22 (72)                     | 21 (69)                     | 21 (70)                     | 21 (69)                     | 21 (70)                     | 19 (67)                     | 16 (61)                     | 19 (66)                     |
| الهطول مم (إنش)                   | 0 (0)                       | 0 (0)                       | 0 (0)                       | 0 (0)                       | 10 (0.4)                    | 30 (1.2)                    | 100 (3.9)                   | 140 (5.5)                   | 40 (1.6)                    | 0 (0)                       | 0 (0)                       | 0 (0)                       | 320 (12.6)                  |
| المصدر: Weatherbase               |                             |                             |                             |                             |                             |                             |                             |                             |                             |                             |                             |                             |                             |